# Hiromitsu Horiike
Hiromitsu Horiike (堀池 洋充 Horiike Hiromitsu?,  nacido el 24 de mayo de 1971 en Shizuoka) es un exfutbolista japonés. Jugaba de guardameta y su último club fue el FC Tokyo de la J. League.

## Trayectoria

### Clubes
| Club     | País  | Año         |
| -------- | ----- | ----------- |
| FC Tokyo | Japón | 1994 - 2000 |